# Stig Jung
Stig Victor Jung, född 30 maj 1915 i Malmö Sankt Johannes församling, Malmö, död 26 september 2001 i Slottsstadens församling, Malmö, var en svensk officer.

## Biografi
Jung var son till generalen Helge Jung och Ruth Wehtje. Efter studentexamen i Stockholm 1934 avlade Jung officersexamen 1937. Han blev fänrik vid Skånska kavalleriregementet (K 2) 1937, löjtnant 1939, ryttmästare vid Livregementets husarer (K 3) 1945, vid Livgardet till häst (K 1) 1946, kapten vid Generalstaben 1950 och major 1954. Han var då även lärare vid Krigshögskolan och placerades på reservstat 1957. Han studerade vid Arméns rid- och körskola på Strömsholm 1937–38 och 1940–41, vid Krigshögskolan 1944–46 och vid Försvarshögskolan 1951.
Jung var från 1956 ägare av KB Interdidact Stig Jung & Co i Lidingö. Efter att han bosatt sig i Åkarp drev han detta bolag i Malmö och var styrelseledamot i Industri AB Sydsten och Skånska Stenindustri AB.